# Bibbia poliglotta di Anversa
La Bibbia poliglotta di Anversa (Biblia Regia o Bibbia di Plantin o anche Bibbia di Anversa), stampata col titolo di Biblia Polyglotta, è un'edizione della Sacra Scrittura in cinque lingue e quattro alfabeti distinti. Realizzata sotto l'alto patronato del re Filippo II d'Asburgo (da cui Biblia Regia), è stata chiamata Poliglotta di Anversa poiché fu stampata in quella città, allora appartenente alla Spagna degli Asburgo.

Fu un'opera monumentale curata da vari studiosi coordinati dall'orientalista spagnolo Benito Arias Montano e stampata ad Anversa dal famoso tipografo Christophe Plantin.
Degli otto volumi che la compongono: 
- i primi quattro volumi contengono l'Antico Testamento in ebraico con la traduzione in latino a lato nella pagina di sinistra, il greco con la sua traduzione latina anch'esso a lato nella pagina a destra, e sotto l'aramaico ebraico del Targoum Onkelos a sinistra con la sua traduzione latina sulla destra;
- il quinto volume contiene il Nuovo Testamento; comprende il greco, il siriaco, le loro rispettive traduzioni in latino e una traslitterazione dal siriaco in caratteri ebraici;
- il sesto volume contiene la Bibbia completa nell'originale ebraico e greco, nonché una versione interlineare (traduzione latina stampata tra le righe);
- infine, tre volumi sono dedicati a un Apparatus sacer per fornire tutti gli strumenti utili agli studiosi: grammatiche, dizionari, «tesauri» delle varie lingue utilizzate, elenco dei nomi, diciotto trattati di linguistica e di archeologia, compendi di varianti, note critiche ed altro.

Un esemplare completo della Bibbia poliglotta di Anversa è esposto al Museo Plantin-Moretus (luogo della stamperia originale), compresi i caratteri tipografici che furono realizzati per questo grandioso progetto editoriale.

## Una monumentale opera culturale

### Premesse
La Bibbia di Anversa nacque come seconda edizione della Poliglotta Complutense, la prima Bibbia multilingue a stampa. Frutto di 15 anni di lavori, era stata pubblicata nel 1520 presso l’Università di Alcalá (Spagna). Il suo ideatore e direttore fu il cardinale Francisco Jiménez de Cisneros (1436-1517), primate di Spagna. 
Uno dei molti meriti della Bibbia Complutense fu che, dopo la sua pubblicazione, si ebbe una fioritura di studi filologici e esegetici sulla Sacra Scrittura. Nel 1527 il domenicano Sante Pagnini pubblicò una nuova versione latina della Bibbia, più accuratamente tradotta dall'ebraico e dal greco antico. Nel 1534 il tedesco Sebastian Münster aveva fatto uscire un Antico Testamento in ebraico con una traduzione latina; nel 1542, il benedettino Isidoro Chiari aveva realizzato una Vulgata revisionata con circa ottomila correzioni. Infine nel 1555 a Vienna, il cancelliere d'Austria Johann Albrecht Widmannstetter, assistito dal sacerdote della Chiesa ortodossa siriaca Mosè di Mardin e dal francese Guillaume Postel, realizzò la prima edizione del Nuovo Testamento in siriaco. Guy Le Fèvre de La Boderie rielaborò anche il manoscritto siriaco portato dall'Oriente da Postel nel 1550, facendo nel 1567 una traslitterazione in caratteri ebraici e una traduzione latina.
Stampata in 600 copie, la Bibbia Complutense era andata rapidamente esaurita: era necessaria una sua riedizione. Molti stampatori mostrarono interesse a realizzare la ristampa dell'opera; tra essi vi fu il fiammingo Christophe Plantin, rinomato stampatore di Anversa. Egli sviluppò l'ambizioso progetto di una nuova versione poliglotta della Bibbia, aggiungendo una quinta lingua alle quattro della Bibbia Complutense. Oltre a latino, greco, ebraico e giudeo-aramaico venne aggiunto il siriaco per il Nuovo Testamento.
Plantin si attivò per implementarne la realizzazione: richiese i tipi di carattere ebraici a Guillaume Le Bé, quelli greci a Robert Granjon, due grandi incisori francesi, e commentò col Vescovo Wilhelmus Lindanus, in una lettera del 26 febbraio 1565, la possibilità di includere la versione siriaca del Nuovo Testamento. Inoltre chiese ad Andreas Masius il Targum, o traduzione aramaica ebraica dei libri biblici che possedeva da un manoscritto che aveva trovato.
Nella Quaresima del 1566, alla Fiera di Francoforte, presentò alcune stampe di prova a stampatori e librai francesi, tedeschi e italiani, per interessarli alla futura pubblicazione. I modelli di stampe suscitarono l'interesse del principe elettore di Sassonia Augusto I di Sassonia, campione del luteranesimo. Plantin sollecitò allora il cardinale di Granvelle, arcivescovo di Malines. Successivamente Plantin contattò Jean Isaac, professore dell'Università di Colonia, e Frans van Ravelinghen (1519 - 1597), ellenista, ebraista e arabista formatosi nelle università di Norimberga e di Parigi, e li incaricò di effettuare la revisione dell'Epitome Thesauri Linguae Sanctae di Sante Pagnini. Il matrimonio di Raphelengius con la figlia maggiore di Plantin garantì inoltre la loro partecipazione, la preparazione dei tipi di carattere ebraici, e stampe di prova, che furono inviati al principe elettore Augusto di Sassonia-Wittenberg, che aveva già offerto loro di trasferirsi a Francoforte o Heidelberg facendosi carico delle spese. 
Per un’opera così monumentale c’era bisogno di un ricco finanziatore, per cui Plantin chiese il patrocinio di Filippo II d'Asburgo, re di Spagna e sovrano dei Paesi Bassi asburgici (cioè delle Fiandre, dove viveva Plantin). In una lettera inviata il 19 dicembre 1566 a Gabriel de Zayas, segretario del re Filippo II, Plantin illustrò il suo progetto ed espose il lavoro preparatorio che stava effettuando per consentire la stampa della Bibbia. Il re consultò vari studiosi spagnoli, tra cui il famoso orientalista Benito Arias Montano, cappellano del re, il quale gli disse:
(Il biblista Benito Arias Montano al re di Spagna Filippo II, in risposta al parere richiestogli sulla realizzazione della nuova Poliglotta)
In cambio dell’alto patrocinio di Filippo II, il tipografo fiammingo si impegnava a completare la stampa dell’opera in 3 anni.
Le trattative continuarono: nell’aprile 1567, su richiesta del segretario Zayas, Plantin inviò delle stampe di prova in Spagna, che furono esaminate, assieme alle caratteristiche del progetto, dal Consiglio generale dell'Inquisizione e dai teologi dell'Università di Alcalá. L'approvazione fu concessa e il re decise di partecipare al progetto editoriale, imponendo la direzione tecnica di Arias Montano. Nel settembre dello stesso anno Zayas annunciò a Planchet il sostegno del re, che avrebbe coperto in parte le spese di pubblicazione. Arias Montano e Plantin avviarono contatti epistolari alla fine del 1567, inizialmente per definire le questioni economiche.
Nei primi mesi del 1568 il cardinale francese Antoine Perrenot de Granvelle, appassionato sostenitore del progetto, fece collazionare una Bibbia greca molto antica del Vaticano; e l'orientalista Guillaume Postel stava concretizzando l'avvio del Nuovo Testamento in siriaco, preparato da Guy Lefèvre de La Boderie.
Il 25 marzo 1568, approvato in via definitiva il progetto, venne confermata ufficialmente la direzione di Arias Montano, il quale si trasferì appositamente dalla Spagna ad Anversa. Filippo II comunicò di suo pugno le proprie istruzioni per assicurare la pubblicazione della Bibbia, soprattutto in una missiva datata 25 marzo 1568. Il re chiedeva di mantenere la Vulgata e di non sostituirla con la versione di Sante Pagnini nel corpo principale dell'opera, di includere il testo caldeo in tutto l'Antico Testamento e quello siriaco nel Nuovo Testamento, mettere l'Apparatus dei glossari in ebraico, greco, caldeo e siriaco, e includervi i canoni di Eusebio di Cesarea. Disponeva che, a mano mano che procedeva la stampa dell’opera, essa doveva essere inviata alla Corte, per leggerla ed apporvi le eventuali correzioni. A conclusione della nota Filippo II espresse il desiderio che Arias Montano gestisse la formazione dei collaboratori e che controllasse personalmente le fonti in tutte e cinque le lingue.

Il monarca dispose anche di investire 6.000 scudi nell'acquisto di manoscritti per la biblioteca dell'Escorial. Allo stesso tempo commissionò al famoso erudito Ambrosio de Morales l'effettuazione del suo santo viaggio alle chiese della Corona di Castiglia per gettare le basi del Patrocinio reale.

### Realizzazione

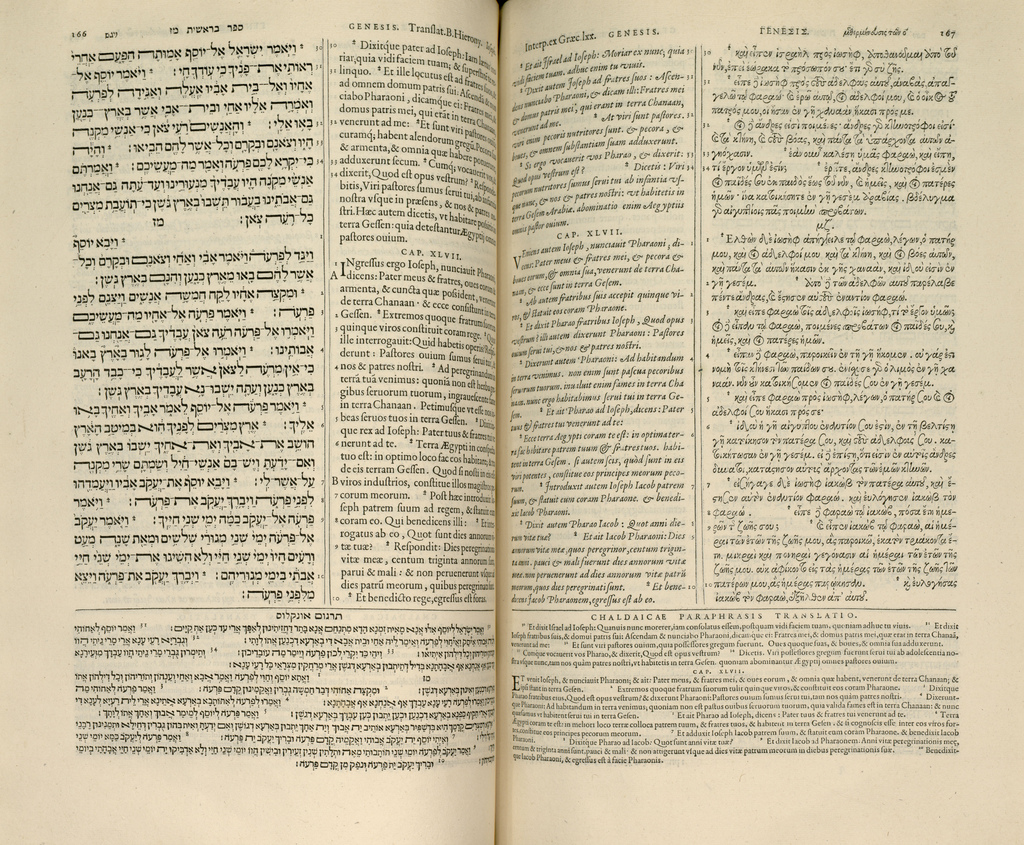
Una pagina della Bibbia poliglotta di Anversa. Antico Testamento

La realizzazione dell’opera ebbe inizio nel luglio 1568 e si concluse il 31 maggio 1572.
Montano usò i manoscritti della Bibbia Poliglotta Complutense corretti da Alfonso di Zamora e aggiunse la versione in siriaco del Nuovo Testamento (meglio conosciuta come Peshitta) oltre che la versione in lingua aramaica di numerosi libri del Vecchio Testamento. Il testo in lingua ebraica fu riveduto dal testo ebraico di Jacob ben Hayyim ben Isaac ibn Adonijah. Il Nuovo Testamento in siriaco risalente al V secolo era basato su manoscritti del II secolo. The International Standard Bible Encycloped\ia ha scritto: «[...] il valore della Peshitta per il lavoro di critica testuale è unanimemente riconosciuto. Si tratta di uno dei primi e più importanti testimoni delle tradizioni antiche».
La stampa iniziò nel luglio 1568. Plantin impiegò circa 80 collaboratori che lavorarono per quattro anni. Il primo volume fu completato il 1º marzo 1569, l'intera opera il 31 maggio 1572. Furono tirate 1213 copie, di cui 1200 su carta e 13 su pergamena. La carta utilizzata fu di quattro tipi diversi: 960 copie furono realizzate con la carta di grandi dimensioni reali di Troyes; 200 in carta fine reale di raisin di Lione; 30 in folio in carta d'aquila imperiale; 10 in gran formato in carta imperiale d'Italia sottile. Infine, furono realizzate 13 copie su pergamena di tipo vellum.
Poco dopo aver ricevuto le necessarie istruzioni, il 30 marzo 1568, Benito Arias Montano partì per le Fiandre, dove arrivò il 15 maggio. Il 18 maggio si recò immediatamente ad Anversa, però non vi trovò il Plantin che in quei giorni si trovava a Parigi. Viaggiò fino a Bruxelles, dove si presentò al Governatore, Fernando Álvarez de Toledo, duca d’Alba, e da lì a Lovanio, per rendere omaggio all'Università Cattolica, che partecipò attivamente al progetto: i suoi teologi collaborarono alla critica testuale ed alle correzioni, oltre ad esserne i censori ufficiali.

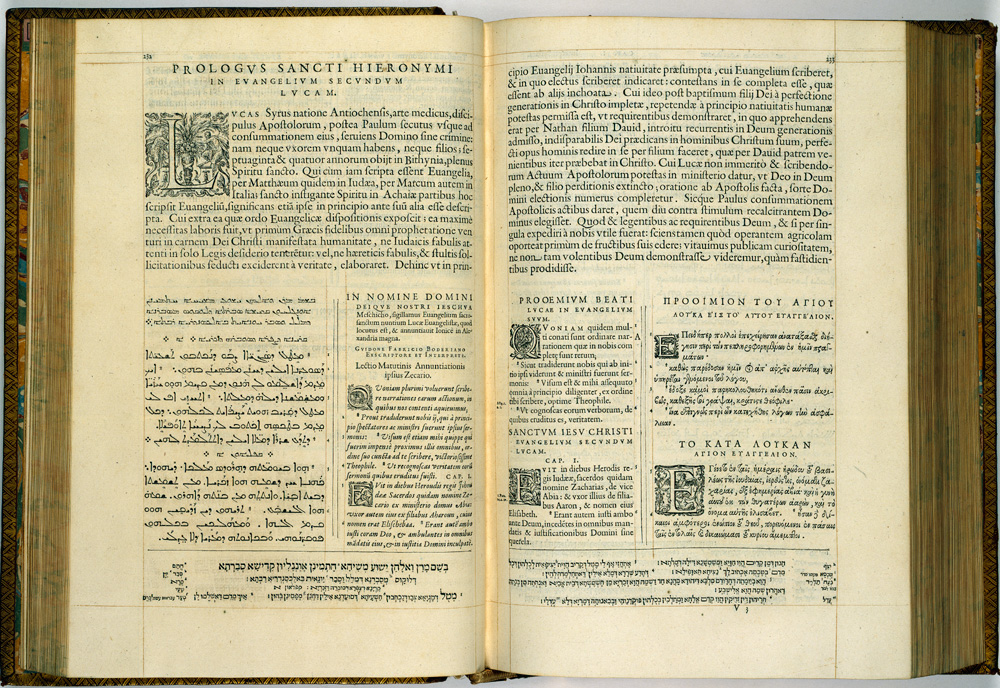
Una pagina della Bibbia poliglotta di Anversa. Nuovo Testamento

Ad Anversa, presso la stamperia di Plantin, si formò un collegio di studiosi presieduto dal cappellano del re. Lo componevano:
- Frans van Ravelinghen, correttore al servizio di Christophe Plantin (altri tre correttori della stamperia conoscevano il latino e il greco);
- Augustinus Hunnaeus e Cornelius Goudanus, teologi;
- Johannes Harlemius, correttore e censore dell'Università di Lovanio;
- Andreas Masius, orientalista (a lui si devono le annotazioni e per la grammatica e il dizionario siriaco);
- Guillaume Postel, orientalista, il quale chiamò a collaborare il suo allievo Guy Le Fèvre de La Boderie, che giunse ad Anversa con il fratello Nicolas; entrambi ebbero una parte importante nei lavori.

L'Università di Alcalá aveva conservato i testi base ed i tipi di carattere degli alfabeti nei quali era stata composta la Bibbia Complutense. Montano li prelevò e li portò con sé ad Anversa. In aggiunta Arias Montano prese con sé tutti i manoscritti che Alfonso di Zamora aveva preparato e rivisto per la redazione della Complutense; altri codici arrivarono successivamente. Infine Montano si procurò sette codici che Francisco Jiménez de Cisneros aveva comprato a Venezia per quattromila scudi d'oro (una somma molto considerevole per quei tempi) e alcuni altri acquistati direttamente da Filippo II.
Christophe Plantin fece incidere e fondere appositamente dei caratteri greci da Robert Granjon e ebraici da Guillaume Le Bé. Per i caratteri ebraici usò quelli che aveva commissionato a Daniel Bomberg per il suo Mikraot Gedolot (1517), ottenuti col contributo di Cornelis van Bomberghen, pronipote dello stampatore di Venezia, socio di Plantin dal 1563. Sia i caratteri che la carta risultarono più belli di quelli della Poliglotta di Alcalá: Christophe Plantin vi investì gran parte della sua fortuna. La Poliglotta di Anversa costituì un passo avanti nella storia dell'arte della stampa.
Prima di iniziare le prove venne deciso di dare maggiore chiarezza al testo, vocalizzando la versione ebraica con l'inclusione degli accenti masoretici.
All'inizio di giugno 1568 si approvarono le prime prove di stampa e nella settimana dal 2 al 7 agosto si iniziò a stampare la Bibbia. Il ritmo fu veloce: il 12 marzo 1569 venne ultimato il primo volume, l'8 ottobre il secondo, l'8 luglio 1570 il terzo; il 22 luglio il quarto e il 9 febbraio 1571 il quinto. Per stampare la Bibbia e i successivi ordini di libri liturgici Plantin arrivò ad avere 18 presse da stampa in esecuzione contemporaneamente, impiegando più di 80 lavoratori, tra operai e collaboratori, che non cessarono di lavorare per quattro anni di seguito.
Forzati a collaborare in vista del raggiungimento di un obiettivo comune, i rapporti tra Arias Montano e Plantin furono improntati a un certo distacco. Poi superarono la diffidenza iniziale, grazie anche al lavoro, ed instaurarono un rapporto di fiducia, che sfociò in un'aperta amicizia. Negli anni seguenti non persero l'occasione di esprimere pubblicamente la loro ammirazione ed i sentimenti reciproci verso l'altro.
Il 9 giugno 1572 Plantin comunicò a Arias Montano il completamento della stampa, ma per motivi politici, aveva solo seicento copie stampate dell'apparatus, mancando ancora un po' di prologhi che furono completati nei primi mesi del 1573 quando Arias Montano ricevette tutte le approvazioni.

## Reazioni
Per Christophe Plantin la stampa della Bibbia ebbe conseguenze positive, con il riconoscimento della Corte spagnola che è indicato sulla concessione del titolo di arcitipografo reale il 10 giugno del 1570, concesso quando aveva completato solo una parte della produzione. La Bibbia stessa non gli fornirà molti guadagni, ma non avrà perdite, e saranno i nuovi ordini di libri liturgici il suo grande affare. Inizierà il 9 luglio 1568 con la concessione di un privilegio papale per stampare il nuovo breviario nelle Fiandre e il privilegio reale del 10 gennaio 1569 della stampa per le Fiandre e per il Ducato di Brabante, seguito dal contratto firmato con la corona spagnola nei primi mesi del 1571, per la quale stampò negli anni successivi 52 000 copie di numerose opere liturgiche per un prezzo di 97.317 fiorini.
Quanto a Benito Arias Montano, l'opera editoriale gli permise di associare il suo nome a un'opera emblematica, essere considerato come esegeta e poliglotta, di fare conoscenza, di persona in molti casi e in altri per corrispondenza, di una parte significativa di umanisti del tempo. D'altro canto, lo spirito controriformista predominante all’epoca, e l’insorgere di punti di vista avversi sulla validità del testo ebraico, lo portarono a subire denunce e critiche per il suo lavoro sull'apparatus della Bíbbia. Con l'aiuto della corona spagnola e dei suoi amici evitò di essere condannato.
A Roma l’opera non fu subito recepita favorevolmente. Arias Montano chiese l'approvazione di papa Pio V, ma quest'ultimo lo rimproverò per aver affiancato la versione latina di Sante Pagnini alla Vulgata e per aver troppo spazio nell'apparatus dispositivo a Sebastian Münster e a riferimenti al Talmud. Nel mese di aprile 1572 Pio V annunciò di aver rifiutato l'approvazione. Arias Montano si recò subito a Roma, ma il Papa era morto il 1º maggio. Re Filippo II fece pressione sul suo successore Papa Gregorio XIII che finalmente, il 20 ottobre 1572, pubblicò un Breve approvando il lavoro e qualificandolo «opus vere regium». Ma il dispositivo dovette essere ristampato dal 2 al 14 agosto 1573 per tenere conto delle critiche. Ciò nonostante, l'Inquisizione spagnola, tenuta da Léon de Castro, professore di lingue orientali presso l'Università di Salamanca, aprì un'inchiesta per eresia: Léon de Castro criticò Arias Montano per aver considerato Sante Pagnini come il miglior interprete dei testi originali di San Girolamo. Arias Montano dovette comparire davanti all'Inquisizione nel 1576. L'inquisitore Juan de Mariana ritenne fondati i difetti del libro, ma non idonei a giustificare l’interdizione dell'opera. Nel 1580 il processo venne definitivamente archiviato.

## Caratteristiche
Opera in otto volumi, i primi quattro costituiscono l'Antico Testamento, il quinto il Nuovo Testamento e, gli ultimi tre volumi sono l'Apparatus o i libri complementari dell'edizione.
Volume I: Biblia Sacra Hebraice, Chaldaice, Graece et Latine: Sacrorum Bibliorum tomus primus. Questo volume contiene il Pentateuco. In questo volume e gli altri tre che contengono l'Antico Testamento le diverse versioni sono presentate in doppia pagina, la versione in lingua ebraica, la Vulgata, la traduzione in latino della Septuaginta greca, e la Septuaginta stessa, formando quattro colonne, due per ciascuna pagina; e nella parte inferiore, in fondo alla pagina di sinistra, la perifrasi caldea del Targum di Onkelos e altre, e a destra, la traduzione di questa in latino.
Volume II; Biblia Sacra Hebraice, Chaldaice, Graece et Latine: Sacrorum Bibliorum tomus secundus. Questo volume contiene i libri storici Esdra, Neemia e Ester.
Volume III: Biblia Sacra Hebraice, Chaldaice, Graece et Latine: Sacrorum Bibliorum tomus tertius. Questo volume comprende i Libri deuterocanonici, il Libro di Tobia, la Sapienza, il Siracide ed i libri sapienziali (vi è disparità nelle versioni utilizzate, e la seconda parte di Esdra è solo in latino); Tobia, Giuditta, Sapienza e Siracide, nella Septuaginta, la sua traduzione latina e la Vulgata; Neemia e la prima parte di Esdra in ebraico, Septuaginta, la sua traduzione in latino e la Vulgata; e il resto segue il modello generale.
Volume IV: Biblia Sacra Hebraice, Chaldaice, Graece et Latine: Sacrorum Bibliorum tomus quartus. In questo volume ci sono i libri profetici, col deuterocanonico Libro di Baruc e il primo e il Secondo libro dei Maccabei. Tutti i libri seguono lo schema generale meno Maccabei e Baruc, dov'è utilizzata solo la Septuaginta, la sua traduzione in latino e la Vulgata; il Libro di Daniele, dove manca la perifrasi caldea e la sua traduzione.
Volume V: Tes kaines Diathekes hapanta = Nouum Iesu Christi D.N. Testamentum: Sacrorum Bibliorum tomus quintus. Questo volume contiene il Nuovo Testamento. Il testo biblico viene inoltre presentato in doppia pagina a quattro colonne, in questo caso, in siriaco con il suo carattere, la sua traduzione latina di Guy Lefèvre de La Boderie, la Vulgata e il testo greco, e in fondo pagina, la versione siriaca in caratteri ebraici, all'interno la prima, seconda e terza lettera di Giovanni, la Lettera di Giuda e l'Apocalisse, dove vengono utilizzati solo il testo greco e la Vulgata. Manca la traduzione siriaca dei seguenti testi: seconda e la terza Lettera di Giovanni, la Seconda lettera di Pietro, la Lettera di Giuda e l'Apocalisse, perché non fanno parte del Canone biblico delle chiese siriache
Volume VI: Questo volume integra ed estende i precedenti cinque, e si compone di due libri: contiene il testo greco del Nuovo Testamento con una traduzione letterale in latino di Arias Montano in interlinea e la Vulgata; e in secondo luogo, l'Antico Testamento ebraico con la traduzione letterale interlineata di Sante Pagnini revisionata da Arias Montano e altri collaboratori.
- Novum Testamentum Graece cum Vulgata interpretatione latina Graeci contextus lineis inserta: quae quidem interpretatio, cum a Graecarum dictionum proprietate discedit, sensum, videlicet, magis quam verba exprimens, in margine libri est collocata; atque alia Ben. Ariae Montani Hispalensis opera e verbo reddita ac diverso characterum genere distincta; Lovaniensium vero Censorum judicio et totius Academiae calculis comprobata; in ejus est substituta locum.
- Hebraicorum Bibliorum veteris Testamenti latina interpretatio, opera olim Xantis Pagnini Lucensis, nunc vero Benidicti Ariae Montani Hispalensis, Francisci Raphelengii Alnetani, Guidonis et Nicolai Fabriciorum fatrum collato studio ad Hebraicam dictionem diligentissime expensa; Censorum Lovaniensium judicio examinata et Academiae suffragio comprobata: Ad Regii sacri operis commoditatem et apparatum.

Volume VII: Questo volume comprende una serie di grammatiche e dizionari delle lingue bibliche, e si compone di sette libri:
- Lexicon Graecum, et institutiones linguae Graecae ad sacri Apparatus instructionem, di Benito Arias Montano.
- Grammatica Linguae Syriacae, d'Andreas Masius.
- Syrorum Peculium, hoc est vocabula apud Syros Scriptores passim usurpata, Targumistis vero aut prorsus incognita, aut in ipsorum vocabulariis adhuc non satis explicata, d'Andreas Masius.
- Dictionarium Syro-Chaldaicum, de Guy Lefèvre de La Boderie.
- Grammatica Chaldaea, di Guy Lefèvre de La Boderie.
- Epitome Thesauri Linguae Sanctae, di Sante Pagnini, con correzioni di Franciscus Raphelengius.
- Thesauri Hebraicae Linguae, di Sante Pagnini.

Volume VIII: L'ultimo volume, scritto quasi esclusivamente da Arias Montano, si compone di vari trattati esegetici e riguarda le istituzioni della Biblica di Israele.
- Communes et familiares hebraicae linguae idiotismi, omnibus bibliorum interpretationibus, ac praecipuè Latinae Santis Pagnini versioni accommodati, atque ex variis doctorum virorum laboribus & obseruationibus selecti & explicati.
- Liber Joseph, sive de Arcano Sermone, ad Sacri Apparatus instructionem.
- Liber Jeremiae, sive, De Actione, ad Sacri Apparatus instructionem.
- Thubal-Cain siue de mensuris sacris liber: tribus voluminibus distinctus, de cubito, de satho, de siclo.
- Phaleg siue de gentium sedibus primis, orbisque terrae situ, liber. Geografia.
- Liber Chanaan siue de duodecim gentibus. Storia.
- Chaleb siue de terra promissae partitione liber vnicus.
- Exemplar siue De sacris fabricis liber. Sul Tempio di Gerusalemme.
- Aaron siue Sanctorum vestimentorum ornamentorumque summa descriptio: ad sacri apparatus instructionem. Sulle vesti dei sacerdoti del Tempio.
- Nehemias, siue De antiquae Ierusalem situ volumen.
- Daniel siue de saeculis codex integer.
- Index biblicus qui res eas de quibus in sacris biblis agitur ad certa capita alphabeti ordine digesta, revocatas, summa breuitate complectitur..., di Johannes Harlemius.
- Hebraea, chaldaea, graeca et latina nomina virorum, mulierum, populorum, idolorum, vrbium, fluuiorum, montium, caeterorumque locorum quae in Bibliis vtriusque Testamenti leguntur in veteri interprete, cum aliquod appellatiuis Hebraicis, Chaldaicis & Graecis vocibus: adiecta eorum expositione. Locorum praeterea descriptio ex Cosmographis.
- Variae lectiones et annotatiunculae, quibus Thargum, id est Chaldaica paraphrasis infinitis in locis illustratur et emendatur, de Franciscus Raphelengius.
- De varia in hebraicis libris lectione ac in de Mazzoreth ratione atque usu.
- Variarum in Graecis Bibliis lectionum libellus, di Willem Canter.
- Annotationes variarum lectionum in Psalmos: ad sacri Bibliorum apparatus instructionem.
- Variae lectiones in latinis Bibliis editionis vulgatae: ex vetustissimis manuscriptis exemplaribus collectae et ad textum hebraicum, caldaicum, graecum et syriacum examinatae, dei teologi dell'Università di Lovanio e prologo di Johannes Harlemius.
- Tabula Euangelicarum lectionum, Sicuti eae ex Matthaeo, Marco, Luca et Iohanne in dominicos et festos dies anniuersarios Ecclesiae Syriacae ritu distribuuntur... numeri versibus singulis adscripti ad paginas in quibus lectionum eiusmodi capita literis minoribus dicta sunt, referri debent, di Guy Lefèvre de La Boderie e un prologo di Arias Montano.